# Gnostus formicicola
Gnostus formicicola là một loài bọ cánh cứng trong họ Ptinidae. Loài này được Westwood miêu tả khoa học năm 1855.